# イギリス車

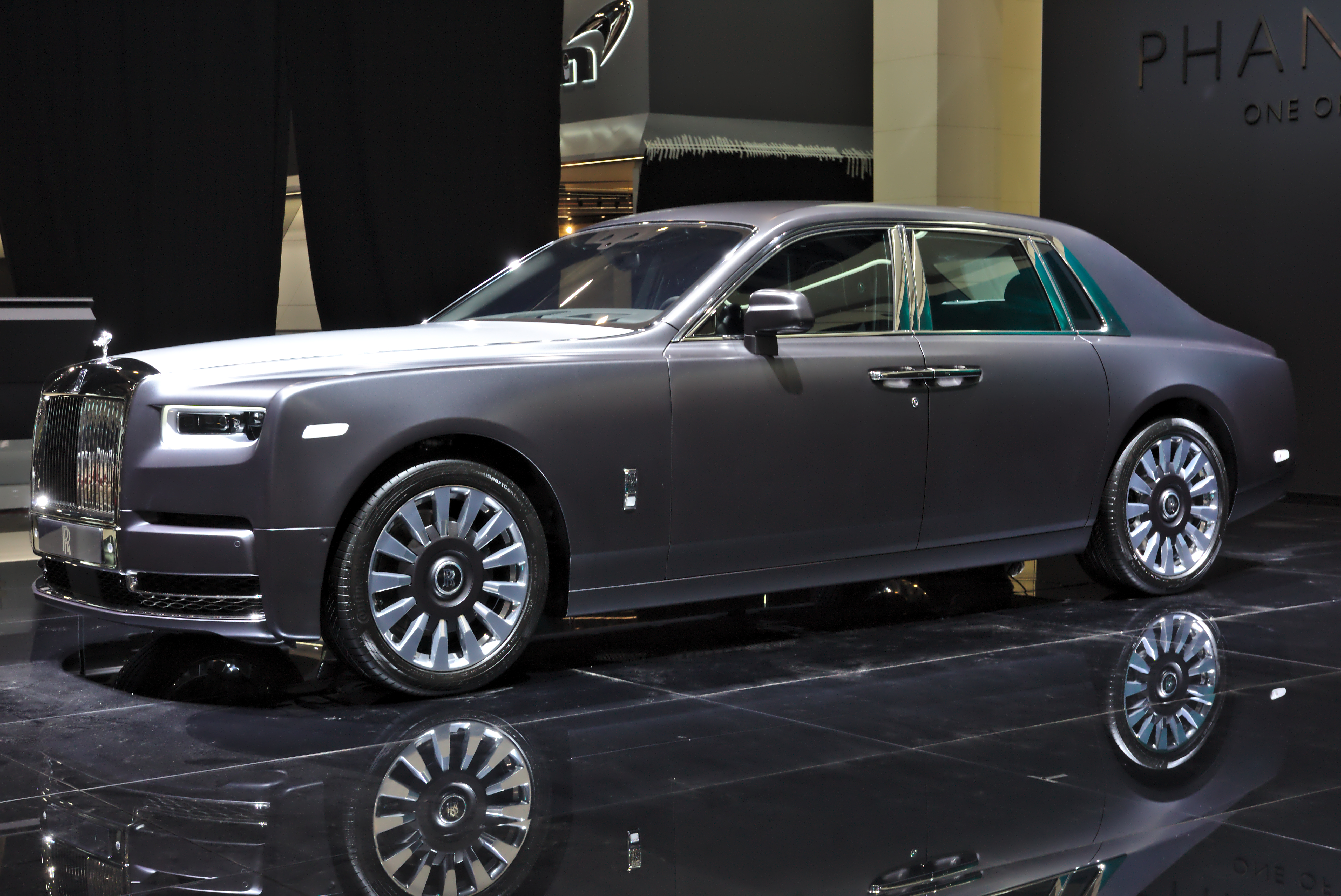
ロールスロイス・ファントム

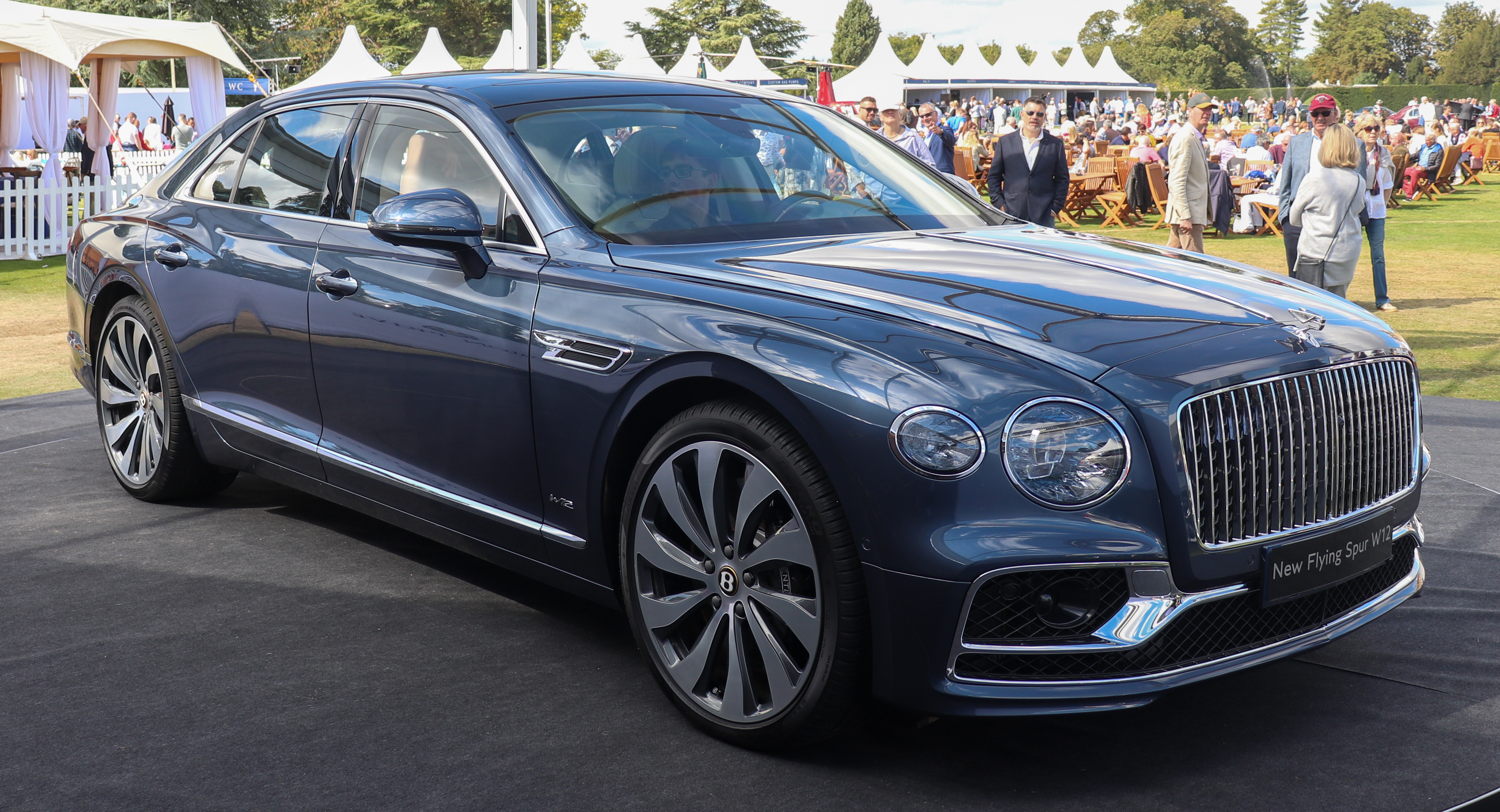
ベントレー・フライング・スパー

イギリス車（イギリスしゃ）は、イギリスで生産されるイギリス製自動車、イギリスを本拠とするメーカーやブランドが販売するイギリスブランド車、などの俗称である。

## 特徴
高級車やスポーツカー志向が多く、ロータスやマクラーレンなどシャシー制作を専門としてエンジンはおもに外注する製造者も多い。
現在イギリスのおもな大手自動車製造会社は海外会社の傘下にあり、ジャガーランドローバーはかつての植民地インドのタタ・モーターズ傘下である。

## おもなイギリス車
- ロールス・ロイス・モーター・カーズ (Rolls-Royce) - ドイツ BMW傘下[2]
- MINI - ミニ、ドイツ BMW傘下[2]
- ベントレー (Bentley) - ドイツ フォルクスワーゲングループ傘下[2]
- ジャガーランドローバー - インド タタ・モーターズ傘下
  - ジャガー (Jaguar Cars) [2]
  - ランドローバー (Land Rover) [2]
  - デイムラー（Daimler、ジャガーブランド、商標権のみ）[2]
- ボクスホール (Vauxhall) - オランダ ステランティス傘下
- アストンマーティン
- MG（モーリス・ガレージ、Morris Garages） - 中国 上海汽車傘下[2]
- ロータス (Lotus) - マレーシア プロトン傘下[2]
- ケータハムカーズ (Caterham Cars) - 日本 VTホールディングス傘下
- ウエストフィールド・スポーツカーズ（英語版） (Westfield)
- クァンタム・スポーツカーズ（英語版） (Quantum)
- アリエル (Ariel)
- ACカーズ（英語版） (Auto Carrier Cars、 Auto Carriers Ltd.)
- NGスポーツカーズ[3] (NG Sports Cars)
- ロナート・カーズ（英語版） (Ronart)
- マーリン (Der Marlin)
- マクラーレン・オートモーティブ (McLaren)
- ジネッタ・カーズ (Ginetta)
- デアUK[4] (Dare UK)
- TVR (TVR Engineering) [2]
- マーコス (Marcos) [2]
- モーガン (Morgan Motor Company) [2]
- ブリストル・カーズ (Bristol)  - 2020年に精算
- GTMカーズ（英語版） (GTM Cars)
- アスカリ・カーズ (Ascari)
- ヴィーマック (Vemac)  - 日本 東京アールアンドデーと合弁
- ノーブル・オートモーティブ (Noble)
- アルティマ・スポーツ（英語版） (Ultima)
- インヴィクタ（英語版） (Invicta)
- ガードナー・ダグラス（英語版） (Gardner Douglas)
- ステルスレーシング[5] (Stealth)
- スペクター (Spectre)  - スペクター・R42（英語版）
- ラディカル・スポーツカーズ（英語版） (Radical)
- リスター・モーターカンパニー (Lister)
- デルフィーノ (自動車) (Delfino UK)  - デルフィーノ・フェロス（英語版）
- ストラスキャロン・スポーツカー（英語版） (Strathcarron) - 消滅
- ホーク・カーズ[6] (Hawk Cars)
- グリナル・スペシャリストカーズ（英語版） (Grinnall)
- ERF - MAN傘下のトラック製造メーカー
- フォーデン・トラックス (Foden)
- ギブス・テクノロジー（英語版） (Gibbs Technologies)
- ダットン・カーズ（英語版） (Dutton)
- ジャンケル（英語版） (Jankel)  - おもに大型バスや軍用車両を製造
- ユニパワー（英語版） (Unipower)